# Amatore di Auxerre
Amatore (344 – Auxerre, 1º maggio 418) è stato vescovo di Auxerre tra IV e V secolo, venerato come santo dalla Chiesa cattolica.

## Biografia e culto
La diocesi di Auxerre conserva un antico testo, le Gesta pontificum Autissiodorensium, databile alla fine del IX secolo e composto sullo stile del Liber pontificalis della Chiesa di Roma, nel quale Amatore compare al 6º posto nella lista dei vescovi di questa antica diocesi, tra i vescovi Elladio e Germano. 
Secondo le Gesta, Amatore fu vescovo per 30 anni, 1 mese e 5 giorni e morì mercoledì 1º maggio 418. Se sono corrette queste indicazioni, il suo episcopato sarebbe iniziato alla fine di marzo del 388. Di Amatore esiste anche una Vita, scritta da un prete di origine africana, Stefano, su ordine del vescovo Aunacario alla fine del VI secolo. Il suo nome infine è documentato nel martirologio geronimiano alla data del 1º maggio.
In base a questi testi, Amatore nacque a Auxerre attorno al 344 da Proclidio e Isiciola; il vescovo Valeriano di Auxerre benedisse le sue nozze con Marta, originaria di Langres. Dal successore Elladio, Amatore e Marta ottennero il permesso di vivere come fratello e sorella, consacrandosi totalmente a Dio. Alla morte di Elladio, Amatore fu scelto a succedergli sulla cattedra di Auxerre. Ben presto acquisì la fama di guaritore e operatore di miracoli, vincendo con la sua azione le ultime resistenze di paganesimo nella sua diocesi. Fece costruire la cattedrale dedicata a Santo Stefano protomartire e fece un pellegrinaggio ad Antiochia per raccogliere reliquie. Convertì al cristianesimo Germano, che gli succedette come vescovo di Auxerre nel 418. Fu sepolto nel cimitero del Mons Autricus (Montartre), oggi Place de l'Arquebuse a Auxerre; sulla sua tomba fu costruita una chiesa, distrutta durante la Rivoluzione francese.
L'odierno Martirologio Romano, riformato a norma dei decreti del concilio Vaticano II, fa memoria del santo vescovo il 1º maggio con queste parole: